# David Zima
David Zima, född 8 november 2000, är en tjeckisk fotbollsspelare som spelar för Torino i Serie A. Han representerar även det tjeckiska landslaget.

## Klubbkarriär
Den 31 augusti 2021 värvades Zima till Torino, där han skrev på ett fyraårskontrakt. Han debuterade i Serie A den 12 september 2021 i en 4–0-vinst mot Salernitana.

## Landslagskarriär
Zima debuterade för Tjeckiens landslag den 24 mars 2021 i en 6–2-vinst borta mot Estland, där han blev inbytt i den 85:e minuten mot Ondřej Čelůstka.